# Episodi di The Crouches (prima stagione)
La prima stagione della serie televisiva The Crouches è stata trasmessa in anteprima nel Regno Unito dalla BBC One tra il 9 settembre 2003 e il 14 ottobre 2003.
| nº | Titolo originale | Titolo italiano | Prima TV UK       | Prima TV Italia |
| -- | ---------------- | --------------- | ----------------- | --------------- |
| 1  | Trainers         |                 | 9 settembre 2003  |                 |
| 2  | School's out     |                 | 16 settembre 2003 |                 |
| 3  | Uncle Sonny      |                 | 23 settembre 2003 |                 |
| 4  | Heat             |                 | 30 settembre 2003 |                 |
| 5  | Join the Dots    |                 | 7 ottobre 2003    |                 |
| 6  | Test             |                 | 14 ottobre 2003   |                 |